# 浙江沪杭甬
浙江滬杭甬高速公路股份有限公司 （英語：Zhejiang Expressway Company Limited，港交所：0576，LSE：ZHEH，OTCBB：ZHEXY
） 是中國浙江省一家公路投資、開發和經營的基建公司，主要從事開發和經營高速公路，包括滬杭甬高速公路及上三高速公路，以及公路沿線汽車維修、加油站和廣告牌等配套業務。
在1997年，由浙江省人民政府組成，到了2001年，浙江省交通投资集团有限公司正式成立，故此佔45.08%股權，其股份自1997年5月15日在香港交易所主板上市，而2000年5月5日則在倫敦證券交易所作第二上市，而最後是以美國場外交易市場，則在2002年2月14日美國紐約實施。
2019年6月5日浙江滬杭甬以10.1億人民幣(約11.5億港元)現金向控股股東浙江省交通投資集團收購浙江大酒店全部股權，浙江大酒店位於杭州市下城區武林商圈延安路595號，佔地4956平方米、總樓面面積55000平方米，主要從事酒店經營、零售、租賃及飲食業務

## 連結
- Zjec.com.cn （页面存档备份，存于）